# Panamerické mistrovství v judu
Panamerické mistrovství v judu je sportovní akce pořádaná každou judistickou sezonu Panamerickou judistickou konfederací (CPJ), která je součástí Mezinárodní judistické federace (IJF).

## Historie
Turnaje panamerického mistrovství se pořádají od padesátých let dvacátého století. U zrodu Panamerického mistrovství stála Panamerická judistická unie (PJU), která řadu let turnaje organizovala (součást IJF od roku 1968). První panamerická mistrovství probíhala v dnes již neexistující disciplíně podle technických stupňů. Ve váhových kategoriích se začalo zápasit od roku 1965 (5. panamerické mistrovství). Ženy dostaly poprvé příležitost reprezentovat svojí zemi v roce 1980.
V roce 2008 došlo k neshodám s Mezinárodní judistickou federací (IJF) ohledně nového systému kvalifikací na letní olympijské hry. IJF rozvázala s PJU spolupráci a inicializovala založení nové panamerické organizace, kterou se stala od roku 2009 Panamerická judistická konfederace (CPJ).

## Vítězové ve váhových kategoriích

### Muži
| rok  | místo               | muší váha   | superlehká váha | pololehká váha | lehká váha    | polostřední váha  | střední váha | polotěžká váha | těžká váha         |
| ---- | ------------------- | ----------- | --------------- | -------------- | ------------- | ----------------- | ------------ | -------------- | ------------------ |
| 1965 | Ciudad de Guatemala | —           | —               | —              | T. Seino      | —                 | J. Bregman   | —              | R. Walter          |
| 1968 | San Juan            | —           | —               | H. Sasaki      | T. Seino      | —                 | L. Shiozawa  | D. Graham      | A. Coage           |
| 1970 | Londrina            | —           | —               | L. Fukuhara    | P. Burris     | —                 | L. Shiozawa  | Chiaki Ishii   | G. Garren          |
| 1972 | Buenos Aires        | —           | —               | J. Maeto       | H. Elias      | —                 | L. Shiozawa  | Chiaki Ishii   | W. Abreu           |
| 1974 | Ciudad de Panamá    | —           | —               | M. Junqueira   | W. Erdman     | —                 | I. Azcuy     | T. Martin      | J. Wooley          |
| 1976 | Maracaibo           | —           | —               | G. Padilla     | R. Machusso   | —                 | C. Worthen   | C. Pacheco     | H. Ogawa           |
| 1978 | Buenos Aires        | —           | K. Nakasone     | G. Wong        | G. d'Nelson   | C. Cunha          | I. Azcuy     | V. Gómez       | O. S. Filho        |
| 1980 | Isla de Margarita   | —           | P. Takahashi    | L. Onmura      | A. Vieira     | D. Baptista       | W. Carmona   | T. Greenway    | J. Meli            |
| 1982 | Santiago            | —           | P. Takahashi    | P. Chénier     | M. Tsutsui    | A. Mennani        | L. Jani      | A. Miguel      | F. Blaney          |
| 1984 | Ciudad de México    | —           | L. Shinohara    | G. Padilla     | W. Scull      | J. Ferrer         | W. Carmona   | I. Azcuy       | F. Flexa           |
| 1985 | La Havana           | —           | S. Pessoa st.   | I. Sayu        | M. Tsutsui    | B. Barron         | J. González  | A. Miguel      | F. Flexa           |
| 1986 | Salinas             | M. Manning  | S. Pessoa st.   | Ri. Sampaio    | M. Swain      | A. Franco         | J. González  | A. Miguel      | F. Flexa           |
| 1988 | Buenos Aires        | L. Martínez | S. Pessoa st.   | Ri. Sampaio    | L. Onmura     | A. Franco         | S. López     | A. Miguel      | F. Moreno          |
| 1990 | Caracas             | W. García   | I. Hernández    | J.-P. Cantin   | S. Oliveira   | E. Paraguassú     | N. Gill      | B. Salgado     | F. Moreno          |
| 1992 | Hamilton            | R. Yamayose | T. Okada        | J. Pedro       | M. González   | R. Riley          | W. Castropil | A. Miguel      | J. M. Tranquillini |
| 1994 | Santiago            | R. Yamayose | M. Poulot       | I. Hernández   | J.-P. Cantin  | G. García         | C. Honorato  | J. Aguirre     | F. Moreno          |
| 1996 | San Juan            | F. Miyata   | M. Poulot       | I. Hernández   | S. Pereira    | G. Arteaga        | B. Zanol     | A. Miguel      | J. Fis             |
| 1997 | Guadalajara         | S. Barragán | M. Poulot       | I. Hernández   | J. Pedro      | F. Canto          | B. Zanol     | A. Miguel      | O. Baccino         |
| 1998 | Santo Domingo       | L. Mena     | F. Miyata       | M. Poulot      | J. Pedro      | G. Arteaga        | B. Olson     | N. Gill        | V. Sánchez         |
| 1999 | Montevideo          | J. Bautista | E. Sosa         | H. Guimarães   | E. Manglés    | F. Canto          | V. Geraldino | F. Vidal       | D. Cardozo         |
| 2000 | Orlando             | J. Román    | D. Lourenço     | L. Ortiz       | O. Fuentes    | A. Sganga         | K. Morgan    | A. Hand        | P. Campbell        |
| 2001 | Córdoba             | R. Gómez    | T. Takata       | J. Lencina     | S. Oliveira   | G. Arteaga        | B. Olson     | L. Leite       | F. Zamboneti       |
| 2002 | Santo Domingo       | J. Guédez   | T. Takata       | Y. Arencibia   | C. Jefferson  | A. Sganga         | Y. Despaigne | N. Gill        | D. Hernandes       |
| 2003 | Salvador            | A. Yamamoto | M. Lara         | H. Guimarães   | C. Jefferson  | F. Canto          | C. Honorato  | M. Sabino      | D. Hernandes       |
| 2004 | Isla de Margarita   | R. Gómez    | R. Alvarenga    | L. Cunha       | J. Pedro      | F. Canto          | C. Honorato  | O. Despaigne   | L. Ruiz            |
| 2005 | Caguas              | C. Tenesaca | M. Albarracín   | J. Derly       | R. Reser      | T. Camilo         | E. Costa     | L. Corrêa      | W. Santos          |
| 2006 | Buenos Aires        | R. Gómez    | F. Will         | Y. Arencibia   | M. Mendes     | F. Canto          | H. Pessanha  | O. Despaigne   | D. Hernandes       |
| 2007 | Montréal            | S. Mattey   | F. Will         | Y. Arencibia   | R. Reser      | Ó. Cárdenas       | T. Camilo    | O. Despaigne   | D. Hernandes       |
| 2008 | Miami               | H. Crúz     | J. Guédez       | Y. Arencibia   | V. Penalber   | G. Luna           | E. Santos    | K. Morgan      | W. Santos          |
| 2009 | Buenos Aires        | D. Villalba | J. Guédez       | J. Derly       | L. Guilheiro  | T. Stevens        | A. Émond     | O. Despaigne   | O. Braison         |
| 2010 | San Salvador        | F. López    | N. Castillo     | B. Bolen       | N. Tritton    | F. Canto          | H. Pessanha  | O. Despaigne   | O. Braison         |
| 2011 | Guadalajara         | F. López    | F. Kitadai      | L. Cunha       | B. Mendonça   | L. Guilheiro      | A. González  | O. Despaigne   | O. Braison         |
| 2012 | Montréal            | C. Toala    | F. Kitadai      | L. Cunha       | R. Girones    | L. Guilheiro      | A. Émond     | R. Nunes       | R. Silva           |
| 2013 | San José            | K. Vásquez  | F. Kitadai      | L. Revite      | N. Delpopolo  | V. Penalber       | A. González  | R. Nunes       | R. Silva           |
| 2014 | Guayaquil           | Y. Torrès   | F. Kitadai      | C. Chibana     | A. Pombo      | V. Penalber       | T. Camilo    | J. Armenteros  | R. Silva           |
| 2015 | Edmonton            | J. Trujillo | F. Kitadai      | A. Bouchard    | A. Pombo      | V. Penalber       | T. Camilo    | J. Armenteros  | D. Moura           |
| 2016 | Havana              | —           | F. Kitadai      | C. Chibana     | A. Margelidon | A. Valois-Fortier | T. Camilo    | J. Armenteros  | R. Silva           |
| 2017 | Panamá              | —           | E. Takabatake   | O. Solís       | E. Barbosa    | E. Y. Santos      | I. Silva     | J. Armenteros  | A. García          |
| 2018 | San José            | —           | L. Preciado     | O. Solís       | A. Bouchard   | A. Valois-Fortier | I. Silva     | L. Gonçalves   | F. Figueroa        |
| 2019 | Lima                | —           | L. Preciado     | D. Cargnin     | M. Estrada    | A. Valois-Fortier | I. Silva     | S. El Nahas    | R. Silva           |

### Ženy
| rok  | místo             | muší váha       | superlehká váha   | pololehká váha  | lehká váha       | polostřední váha | střední váha      | polotěžká váha   | těžká váha      |
| ---- | ----------------- | --------------- | ----------------- | --------------- | ---------------- | ---------------- | ----------------- | ---------------- | --------------- |
| 1980 | Isla de Margarita | —               | B. Hernándezová   | D. Thiviergeová | C. Sheffieldová  | S. Ulrichová     | L. Methotová      | A. Barretteová   | A. Blancová     |
| 1982 | Santiago          | —               | M. Gonzálezová    | K. Aguilarová   | N. Hernándezová  | X. Orozcová      | V. Cianelliová    | L. Martinelová   | A. Henryová     |
| 1984 | Ciudad de México  | —               | M. E. Villapolová | C. Alacánová    | I. Darónová      | N. Hernándezová  | M. Corrêaová      | N. Jewittová     | A. Henryová     |
| 1985 | La Havana         | —               | M. E. Villapolová | M. Lewisová     | E. Aronoffová    | K. Daltonová     | C. Penicková      | T. Stumpová      | M. Castrová     |
| 1986 | Salinas           | —               | M. E. Villapolová | S. Pessoaová    | C. Alacánová     | N. Hernándezová  | C. Duarteová      | A. Webbová       | N. Santiniová   |
| 1988 | Buenos Aires      | L. Verdeciaová  | M. Bonelliová     | M. Pérezová     | C. Alacánová     | L. Ogasawaraová  | O. Revéová        | C. Penicková     | M. Castrová     |
| 1990 | Caracas           | M. Fonsecaová   | L. Verdeciaová    | M. Pérezová     | P. Mainvilleová  | I. Beltránová    | O. Revéová        | D. Bridgesová    | E. Rodríguezová |
| 1992 | Hamilton          | I. Garcíaová    | A. Savónová       | C. Marianiová   | D. Gonzálezová   | I. Beltránová    | O. Revéová        | N. Morenová      | E. Rodríguezová |
| 1994 | Santiago          | M. Turrová      | A. Savónová       | C. Marianiová   | D. Gonzálezová   | I. Beltránová    | O. Revéová        | Y. Gonzálezová   | D. Beltránová   |
| 1996 | San Juan          | C. Gonzálezová  | A. Savónová       | C. Marianiová   | D. Gonzálezová   | K. Rodríguezová  | S. Veranesová     | N. Jenkinsová    | D. Beltránová   |
| 1997 | Guadalajara       | Z. Calderonová  | A. Savónová       | L. Verdeciaová  | D. Gonzálezová   | M. Buckinghamová | S. Veranesová     | D. Lunaová       | D. Beltránová   |
| 1998 | Santo Domingo     | C. Gonzálezová  | A. Savónová       | L. Verdeciaová  | D. Gonzálezová   | K. Rodríguezová  | S. Veranesová     | D. Lunaová       | D. Beltránová   |
| 1999 | Montevideo        | L. Anzolaová    | D. Polzinová      | H. Wolfová      | E. Wilsonová     | S. Robergeová    | X. Griffithová    | M. Astudillová   | J. Maloneyová   |
| 2000 | Orlando           | S. Oliverosová  | C. Tanová         | C. Minkinová    | M. Buckinghamová | V. Ishiiová      | M.-H. Chisholmová | A. Cottonová     | C. Chaláová     |
| 2001 | Córdoba           | T. Limaová      | A. Bertiová       | A. Sallová      | Y. Lupeteyová    | S. Robergeová    | L. Zuluetaová     | Y. Labordeová    | D. Beltránová   |
| 2002 | Santo Domingo     | Y. Suerová      | S. Jayová         | A. Savónová     | Y. Lupeteyová    | A. Hernándezová  | S. Veranesová     | Y. Labordeová    | D. Beltránová   |
| 2003 | Salvador          | Y. Suerová      | L. Orozcová       | A. Sallová      | J. Garcíaová     | D. Krukowerová   | M.-H. Chisholmová | E. Silvaová      | V. Zambottiová  |
| 2004 | Isla de Margarita | J. Brizuelaová  | Y. Zambranová     | A. Savónová     | D. Zangrandová   | R. Rouseyová     | A. Hernándezová   | E. Silvaová      | G. Blancová     |
| 2005 | Caguas            | M. Viverosová   | G. Mirandaová     | C. Chandlerová  | V. Gotayová      | R. Rouseyová     | D. Chaláová       | A. Cottonová     | C. Chaláová     |
| 2006 | Buenos Aires      | M. Gonzálezová  | Y. Bermoyová      | A. Sallová      | Y. Lupeteyová    | Y. Abelová       | Y. Castillová     | E. Silvaová      | I. Dueñasová    |
| 2007 | Montréal          | M. Velázquezová | Y. Bermoyová      | S. Espinosaová  | V. Gotayová      | D. Gonzálezová   | Y. Alvearová      | E. Silvaová      | I. Dueñasová    |
| 2008 | Miami             | T. Iberaová     | Y. Bermoyová      | F. Velázquezová | V. Gotayová      | D. Gonzálezová   | M. Aguiarová      | Y. Labordeová    | I. Ortízová     |
| 2009 | Buenos Aires      | S. Garatejová   | P. Paretová       | Y. Bermoyová    | Y. Lupeteyová    | D. Krukowerová   | Y. Alvearová      | K. Antomarchiová | I. Ortízová     |
| 2010 | San Salvador      | I. Sánchezová   | S. Menezesová     | Y. Sánchezová   | Y. Lupeteyová    | Y. Abelová       | K. Zupancicová    | M. Aguiarová     | I. Ortízová     |
| 2011 | Guadalajara       | D. Cobosová     | P. Paretová       | Y. Bermoyová    | Y. Lupeteyová    | Y. Abelová       | O. Cortésová      | K. Harrisonová   | I. Ortízová     |
| 2012 | Montréal          | —               | D. Mestreová      | É. Mirandaová   | R. Silvaová      | Y. Abelová       | M. Portelaová     | M. Aguiarová     | I. Ortízová     |
| 2013 | San José          | M. Gonzálezová  | S. Menezesová     | Y. Bermoyová    | R. Silvaová      | M. Espinosaová   | K. Zupancicová    | M. Aguiarová     | I. Ortízová     |
| 2014 | Guayaquil         | D. Mestreová    | M. C. Labordeová  | É. Mirandaová   | M. Malloyová     | M. Espinosaová   | Y. Alvearová      | Y. Castillová    | I. Ortízová     |
| 2015 | Edmonton          | V. Godinesová   | S. Menezesová     | É. Mirandaová   | M. Malloyová     | M. del Torová    | K. Zupancicová    | M. Aguiarová     | I. Ortízová     |
| 2016 | Havana            | —               | S. Menezesová     | É. Mirandaová   | M. Malloyová     | M. Silvaová      | Y. Alvearová      | K. Harrisonová   | I. Ortízová     |
| 2017 | Panamá            | —               | P. Paretová       | J. Pereiraová   | J. Klimkaitová   | E. Garcíaová     | Y. Alvearová      | S. Soaresová     | B. Souzaová     |
| 2018 | San José          | —               | P. Paretová       | J. Pereiraová   | C. Degučiová     | M. del Torová    | Y. Alvearová      | K. Antomarchiová | I. Ortízová     |
| 2019 | Lima              | —               | P. Paretová       | L. Pimentaová   | C. Degučiová     | C. B.-Pinardová  | M. Pérezová       | M. Aguiarová     | I. Ortízová     |